# Ptochus porcellus
Ptochus porcellus — вид долгоносиков-скосарей из подсемейства Entiminae.

## Описание
Жук длиной 3—4,8 мм. Светлая полоска вдоль срединной линии переднеспинки, как правило, резкая. Рисунок на надкрыльях обычно светлый и не ясный, в виде беспорядочных пятен. Надкрылья продолговато-яйцевидные, сзади приострённые. Голова толстая, вместе с головотрубкой конусовидная до птеригий, чуть уже переднеспинки, последняя немного уже надкрылий.